# Sidy Koné
Sidy Koné (ur. 6 czerwca 1992 w Bamako) – malijski piłkarz grający na pozycji defensywnego pomocnika.

## Kariera klubowa
Karierę piłkarską Koné rozpoczął w klubie Jeanne D’Arc Bamako. W 2009 roku zadebiutował w jego barwach w malijskiej Première Division. Grał w nim przez cały sezon 2009/2010.
Latem 2010 roku Koné podpisał kontrakt z francuskim klubem Olympique Lyon. W sezonie 2010/2011 grał w rezerwach tego klubu, a latem 2011 awansował do kadry pierwszej drużyny prowadzonej przez Rémiego Garde. 13 sierpnia 2011 roku zadebiutował w Ligue 1 w zremisowanym 1:1 domowym meczu z AC Ajaccio.
| Sezon   | Klub                | Kraj    | Rozgrywki         | Mecze | Bramki | Rozgrywki Europy                    | Mecze | Bramki |
| ------- | ------------------- | ------- | ----------------- | ----- | ------ | ----------------------------------- | ----- | ------ |
| 2009/10 | Jeanne D’Arc Bamako | Mali    | Première Division | ?     | ?      | -                                   | -     | -      |
| 2010/11 | Olympique Lyon B    | Francja | CFA               | 12    | 0      | -                                   | -     | -      |
| 2011/12 | Olympique Lyon      | Francja | Ligue 1           | 2     | 0      | Liga Mistrzów UEFA                  | 0     | 0      |
| 2012/13 | Olympique Lyon      | Francja | Ligue 1           | 0     | 0      | Liga Europy UEFA                    | 1     | 0      |
| 2012/13 | SM Caen (wyp.)      | Francja | Ligue 2           | 0     | 0      | -                                   | -     | -      |
| 2013/14 | Olympique Lyon      | Francja | Ligue 1           | 0     | 0      | Liga Mistrzów UEFA Liga Europy UEFA | 0 2   | 0 0    |
| 2014/15 | Olympique Lyon      | Francja | Ligue 1           | 0     | 0      | Liga Europy UEFA                    | 0     | 0      |

Stan na: 26 września 2014 r.

## Kariera reprezentacyjna
W reprezentacji Mali Koné zadebiutował 10 sierpnia 2011 roku w przegranym 2:4 towarzyskim meczu z Tunezją. W 2012 roku został powołany do kadry na Puchar Narodów Afryki 2012.